# ADM-160 MALD
ADM-160 MALD (англ. Miniature Air Launched Decoy) — це ракета-приманка, обладнана системою РЕБ, розроблена Сполученими Штатами.

## Огляд
Програма Miniature Air-Launched Decoy (MALD) була розпочата в 1995 році DARPA як спроба розробити невелику недорогу ракету-приманку для використання в придушенні протиповітряної оборони противника. Компанія Teledyne Ryan (придбана компанією Northrop Grumman у 1999 році) отримала контракт на розробку ADM-160A у 1996 році, а перший випробувальний політ відбувся у 1999 році. Програма оцінки була завершена до 2001 року.
Військово-повітряні сили США планували придбати кілька тисяч ADM-160A, але в 2001 році кількість скоротили до 150 для програми розробки системи та демонстрації (SDD). У січні 2002 року ВПС США скасували програму, оскільки безпілотник не мав достатньої дальності та витривалості, щоб відповідати вимогам служби або виконувати інші місії.
ADM-160A оснащено підсистемою посилення сигналу (SAS), яка складається з різних активних радіолокаційних підсилювачів, які охоплюють діапазон частот. Тому SAS може імітувати будь-який літак, від B-52 Stratofortress до F-117 Nighthawk.
Ракета має складені крила для більш компактного транспортування. Під час запуску крила розгортаються, і турбореактивний двигун TJ-50 рухає ракету за заздалегідь визначеним курсом, який складається із 100 різних точок маршруту. Інерціальна навігаційна система з підтримкою GPS тримає MALD на курсі. Незважаючи на те, що курс попередньо запрограмований до того, як літак покине землю, пілот може змінити курс у будь-який момент до старту.

## Варіанти
ADM-160A
Оригінальна версія приманки, розроблена Teledyne Ryan (придбана Northrop Grumman) і фінансована DARPA. Вона використовує навігаційну систему з підтримкою GPS і може виконувати місії з до 256 попередньо визначених маршрутних точок. Профіль місії попередньо запрограмований, але може бути перевизначений пілотом літака-запускача безпосередньо перед стартом.
ADM-160B
Версія приманки, розроблена компанією Raytheon, має довший термін служби. У користуванні USAF.
ADM-160C «MALD-J»Варіант радіолокаційних перешкод ADM-160B від Raytheon. Цей варіант приманки MALD може працювати як в режимі приманки, так і в режимі перешкод. Існують різноманітні конфігурації приманок і засобів перешкод для підтримки дій ВПС та Повітряно-космічних експедиційних сил. MALD-J забезпечує можливість створення перешкод для бортових систем електронного нападу. Він буде запускатися проти заздалегідь запланованої цілі та створює блокування для конкретних радарів, щоб погіршити або заборонити виявлення дружніх літаків або боєприпасів. Постачання Збройним силам США розпочалось в 2012 році. У цьому році ВПС припинили закупівлю ADM-160B і будуть закуповувати лише версії MALD-J.

## Стартові платформи
- Поточні:[5]
  - F-16 Fighting Falcon
  - B-52 Stratofortress

- - МіГ-29
- Майбутні та можливі:[5][6]
  - F/A-18 Super Hornet
  - С-130 Геркулес
  - C-17 Globemaster III
  - V-22 Osprey
  - AV-8B Harrier II
  - Єврофайтер Тайфун
  - A-10C Warthog[7][8]
  - MQ-1 Predator
  - MQ-1C Сірий Орел
  - MQ-9 Reaper
  - Грипен Е[9]

## Тактико-технічні характеристики

### Northrop Grumman ADM-160A
- Довжина : 2,38 м (7 футів 10 дюймів)
- Розмах крил : 0,65 м (2 фути 2 дюйми)
- Діаметр : 15 см (6 в)
- вага : 45 кг (100 фунт)
- швидкість : 0,8 Маха
- стеля : понад 9 000 м (30 000 футів)
- Діапазон : понад 460 км (285 mi)
- Витривалість : понад 20 хв
- Привід : турбореактивний двигун Hamilton Sundstrand TJ-50; Тяга 220 Н (50 фунт -сила).
- Вартість одиниці : 30 000 доларів США[10]

### Raytheon ADM-160B
- Довжина : 2,84 м (9 футів 7 дюймів)
- Розмах крил : 1,71 м (5 футів 7 дюймів) повністю розгорнутий
- вага : 115 кг (250 фунт)
- швидкість : 0,91 Маха
- стеля : Понад 12 200 м (40 000 футів)
- Діапазон : Приблизно 920 км (575 mi) зі здатністю баражувати над ціллю
- Витривалість : понад 45 хв на висоті
- Привід : турбореактивний двигун Hamilton Sundstrand TJ-150
- Вартість одиниці : 120 000 доларів США (початковий),[10] 322 000 доларів США (станом на 2015 рік)[11]

## Бойове застосування

### Російсько-українська війна
12 та 13 травня 2023 року було завдано ракетного удару по будівлі колишнього «Машинобудівного заводу „100“» — підприємства «Поліпак» в Луганську, та будівлі колишнього університету внутрішніх справ у селищі Ювілейний, що у передмісті Луганська.
Російська пропаганда заявила, що удар завданий ракетами Storm Shadow, а трохи згодом були поширені фото уламків від ракети-приманки ADM-160B MALD.
Слід зазначити, що на відміну від ракет Storm Shadow, про постачання Україні ракет ADM-160B жодних офіційних повідомлень на той час оприлюднено не було. Так само невідомо про пускову платформу.